# 上海法租界麦兰捕房
麦兰捕房 是上海法租界巡捕房下设的6个捕房分区之一。
1856年6月，法国驻上海代理领事爱棠雇佣3名欧洲人在法租界巡逻，次年十一月正式成立巡捕房。1864年，法租界公董局在老北门外公馆马路4号建成古典主义风格的大楼，中央捕房（法租界总巡捕房）迁入其中，俗称大自鸣钟捕房。另在小东门设立分区捕房。
1918年4月15日，法租界中央捕房迁往卢家湾薛华立路新建的警务处大楼，大自鸣钟原址改称老北门捕房。1932年，为纪念前警务处总监麦兰，公董局将老北门捕房改名为麦兰捕房。
1934年6月，公董局迁离公馆马路，原址改建为十层大楼，赉安洋行设计，1935年年底大楼建成，继续由麦兰捕房使用，楼前建有麦兰铜像。
1943年7月30日，汪精卫政权接收公共租界和法租界，接管麦兰捕房。麦兰捕房改为上海特别市第三警察局麦兰区分局。同年11月1日，与中央分局（原上海公共租界中央捕房）合并为上海特别市第一警察局黄浦分局。
麦兰捕房旧址位于今黄浦区金陵东路174号，现为黄浦公安分局。

## 影视
- 紅色 (電視劇)，2014年电视剧